# Acantholibitia
Acantholibitia is een geslacht van hooiwagens uit de familie Cosmetidae.
De wetenschappelijke naam Acantholibitia is voor het eerst geldig gepubliceerd door Mello-Leitão in 1928. 

## Soorten
Acantholibitia omvat de volgende 2 soorten:
- Acantholibitia armata
- Acantholibitia pustulosa